# Petronà
Petronà é uma comuna italiana da região da Calábria, província de Catanzaro, com cerca de 2.565012 habitan (30/11/2019)tes. Estende-se por uma área de 45 km², tendo uma densidade populacional de 67 hab/km². Faz fronteira com Belcastro, Cerva, Marcedusa, Mesoraca (KR), Sersale, Zagarise.

## Demografia
| Variação demográfica do município entre 1861 e 2011                               |
|                                                                                   |
| Fonte: Istituto Nazionale di Statistica (ISTAT) - Elaboração gráfica da Wikipedia |